# Jany Saint-Marcoux
Pour les articles homonymes, voir Saint-Marcoux (homonymie).
Œuvres principales
- La Duchesse en pantoufles
- Aelis et la Cabre d'or
- Le Secret des pierres noires

Saint-Marcoux est le nom de plume de Jeanne Saint-Marcoux dite Jany (née à Paris 14e le 15 novembre 1920, morte à Eaubonne le 26 novembre 2002), journaliste, éditrice et écrivain français.

## Biographie
Jany Saint-Marcoux est d'abord journaliste. Elle écrit en 1952 son premier roman pour la jeunesse, La Duchesse en pantoufles, dans la collection Rouge et Or aux éditions G. P., dont elle devient immédiatement l'un des auteurs phares. Elle y rencontre Jean Sabran, autre auteur (sous le pseudonyme de Paul Berna) de la même collection, et l'épouse en 1958.
Elle reçoit le Prix du Salon de l'Enfance en 1954 et le Prix Montyon en 1956 pour son roman Aelis et la Cabre d'or. Elle devient ensuite directrice littéraire chez Hachette en 1972 puis chez Tallandier en 1976.

## Romans pour la jeunesse
- 1952 : La Duchesse en pantoufles, G. P., Bibliothèque Rouge et Or.
- 1953 : Le Secret de Pierres-Noires : Domino, G. P., Bibliothèque Rouge et Or.

- Prix Montyon de l’Académie française
- 1953 : Les Sept Filles du roi Xavier : Murièle, G. P., Bibliothèque Rouge et Or.
- 1955 : Le Voleur de lumière : Mirentchou, G. P., Bibliothèque Rouge et Or.
- 1955 : Princesse Cactus : Janylène, G. P., Bibliothèque Rouge et Or. (Prix du Salon de l'Enfance)
- 1955 : Fanchette : le Jardin de l'Espérance, G. P., Bibliothèque Rouge et Or.
- 1956 : Aélys et la Cabre d'Or, G.P., Bibliothèque Rouge et Or.
- 1956 : Les Chaussons verts : (Michèle des îles), G. P., Bibliothèque Rouge et Or.
- 1957 : Le Château d'algues, G. P., Bibliothèque Rouge et Or.
- 1958 : Le Diable doux, G. P., coll. Rouge et Or Souveraine.
- 1959 : La Guitare andalouse, G. P., coll. Rouge et Or Souveraine.
- 1959 : La Caravelle, G.P., coll. Rouge et Or Souveraine.
- 1961 : Cet été-là..., G. P., coll. Rouge et Or Souveraine.
- 1961 : Espoir en 33 tours, G. P., coll. Rouge et Or Souveraine.
- 1951 : Un si joli petit théâtre, G. P., coll.Rouge et Or Souveraine.
- 1962 : Aniella, G. P., coll. Rouge et Or Souveraine.
- 1963 : Le Jardin sous la mer, Société nouvelle des éditions G. P., coll. Rouge et Or Souveraine.
- 1964 : Criss ou J'étais une idole, Société nouvelle des éditions G. P., coll. Rouge et Or Souveraine.
- 1965 : Mon village au bord du ciel, Société nouvelle des éditions G. P., coll. Rouge et Or Souveraine.
- 1966 : La Princesse endormie : ce Mexique dont je rêvais, Société nouvelle des éditions G. P., coll. Rouge et Or Souveraine.
- 1967 : Ma tendre panthère, Presses de la Cité.
- 1968 : Mon château des Baléares, G. P., coll. Rouge et Or Souveraine.
- 1968 : L'Oubliée de Venise, G. P., coll. Rouge et Or Souveraine.
- 1969 : Pour qu'un cœur batte encore, G. P., coll. Olympic.
- 1970 : Corinne qui voulait danser, G. P., coll. Rouge et Or Souveraine.
- 1971 : Corinne et son prince, G. P., coll. Rouge et Or Souveraine.
- 1973 : Le Temps d'une chanson, Réédition sous un autre titre de Criss ou J'étais une idole, Hachette, Idéal Bibliothèque.

## Prix et récompenses
- Prix Montyon en 1953 pour Le Secret des pierres noires.
- Prix du Salon de l'Enfance en 1954 pour Princesse Cactus.